# 장유 애향비

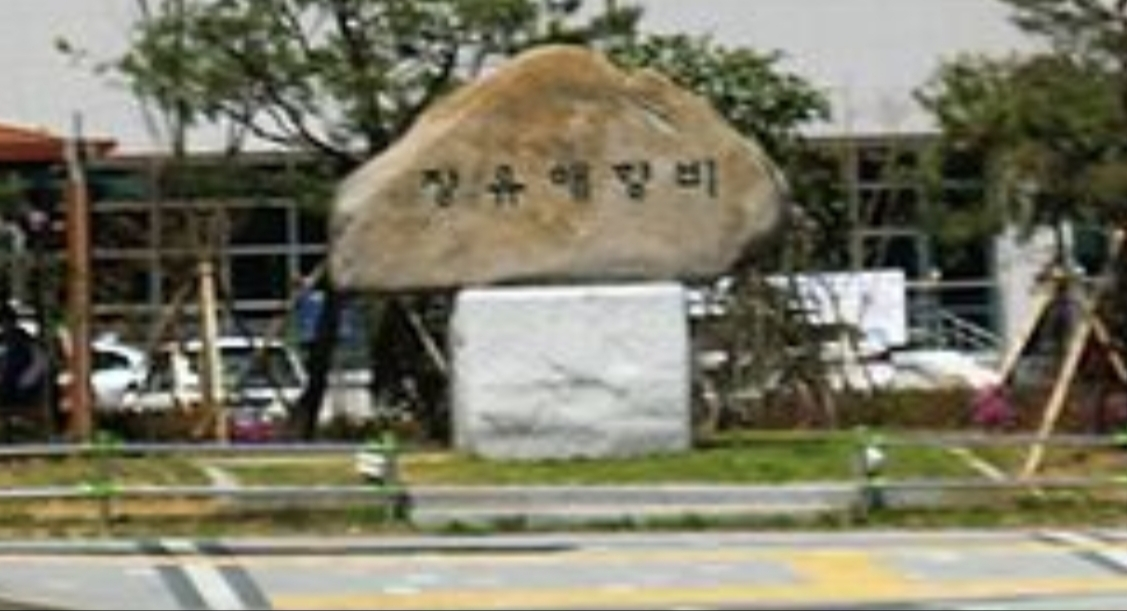
장유1동 사무소 앞 장유 애향비

장유 애향비는 경상남도 김해시 장유동 장유1동주민센터 앞에 있는 비석이다. 장유 주민들이 장유를 사랑하는 마음을 담아서 만들었다.